# U-159 (1941)
| U-159                                                                                                | U-159 | U-159 |
| --- | --- | --- |
| U 159                                                                                                | | |
| | | |
| U-159 (ліворуч) разом з U-107 повертаються з бойового походу. Лор'ян. 12 липня 1942                  | | |
| Верф                                                                                                 | Deutsche Schiff- und Maschinenbau, AG Weser, Бремен | Deutsche Schiff- und Maschinenbau, AG Weser, Бремен |
| Під прапором                                                                                         | Третій Рейх | Третій Рейх |
| Належність                                                                                           | Крігсмаріне | Крігсмаріне |
| Порт приписки                                                                                        | Штеттін Лор'ян | Штеттін Лор'ян |
| Замовлення                                                                                           | 23 грудня 1939 | 23 грудня 1939 |
| Закладений                                                                                           | 11 листопада 1940 | 11 листопада 1940 |
| Спуск на воду                                                                                        | 1 липня 1941 | 1 липня 1941 |
| Введений до складу флоту                                                                             | 4 жовтня 1941 | 4 жовтня 1941 |
| На службі                                                                                            | 1941—1943 | 1941—1943 |
| Загибель                                                                                             | 28 липня 1943 року потоплений американським патрульним літаком PBM «Марінер» південніше Домініканської республіки                                                       | 28 липня 1943 року потоплений американським патрульним літаком PBM «Марінер» південніше Домініканської республіки                                                       |
| Сучасний статус                                                                                      | затоплений | затоплений |
| Бойовий досвід                                                                                       | Друга світова війна Битва за Атлантику Кампанія в Карибському морі | Друга світова війна Битва за Атлантику Кампанія в Карибському морі |
| Проєкт                                                                                               | | |
| Тип ПЧ                                                                                               | великий океанський торпедний ДПЧ | великий океанський торпедний ДПЧ |
| Основні характеристики                                                                               | | |
| Швидкість (надводна)                                                                                 | 18,2 вузла (33,7 км/год) | 18,2 вузла (33,7 км/год) |
| Швидкість (підводна)                                                                                 | 7,3 (13,5 км/год) | 7,3 (13,5 км/год) |
| Робоча глибина занурення                                                                             | 100 м | 100 м |
| Гранична глибина занурення                                                                           | 230 м | 230 м |
| Дальність плавання                                                                                   | 64 милі (119 км) на швидкості 4 вузли (7,4 км/год) (у підводному положенні) 13 450 морських миль (24 910 км на швидкості 10 вузлів (19 км/год) (у надводному положенні) | 64 милі (119 км) на швидкості 4 вузли (7,4 км/год) (у підводному положенні) 13 450 морських миль (24 910 км на швидкості 10 вузлів (19 км/год) (у надводному положенні) |
| Екіпаж                                                                                               | 48 офіцерів та матросів | 48 офіцерів та матросів |
| Розміри                                                                                              | | |
| Довжина найбільша (по КВЛ)                                                                           | 76,76 м | 76,76 м |
| Ширина корпусу найб.                                                                                 | 6,76 м | 6,76 м |
| Висота                                                                                               | 9,6 м | 9,6 м |
| Середня осадка (по КВЛ)                                                                              | 4,7 м | 4,7 м |
| Водотоннажність надводна                                                                             | 1120 т | 1120 т |
| Силова установка                                                                                     | | |
| Дизель-електрична: 2 дизельні двигуни MAN M 9 V 40/46 2 електродвигуни Siemens-Schuckert 2 GU 345/34 | | |
| Гвинти                                                                                               | 2 | 2 |
| Потужність                                                                                           | 2 × 2200 к.с. (дизелі) 2 × 740 к.с. (електродвигуни) | 2 × 2200 к.с. (дизелі) 2 × 740 к.с. (електродвигуни) |
| Озброєння                                                                                            | | |
| Артилерія                                                                                            | 1 × 105-мм палубна гармата SK C/32 | 1 × 105-мм палубна гармата SK C/32 |
| Торпедно- мінне озброєння                                                                            | 4 носових і 2 кормових ТА; 22 торпеди або 44 міни TMA чи 66 TMB | 4 носових і 2 кормових ТА; 22 торпеди або 44 міни TMA чи 66 TMB |
| ППО                                                                                                  | 1 × 37-мм зенітна гармата SKC/30 2 (1 × 2) × 20-мм зенітні гармати FlaK 30                                                                                              | 1 × 37-мм зенітна гармата SKC/30 2 (1 × 2) × 20-мм зенітні гармати FlaK 30                                                                                              |

U-159 — німецький великий океанський підводний човен типу IXC, що входив до складу Військово-морських сил Третього Рейху за часів Другої світової війни. Закладений 11 листопада 1940 року на верфі Deutsche Schiff- und Maschinenbau, AG Weser у Бремені під будівельним номером 1009. Спущений на воду 1 липня 1941 року, а 4 жовтня 1941 року корабель увійшов до складу ВМС нацистської Німеччини.

## Історія служби
U-159 належав до серії німецьких підводних човнів типу IXC, великих океанських човнів, призначених діяти на морських комунікаціях противника на далеких відстанях у відкритому океані. Човнів цього типу випущено 54 одиниці і вони дуже успішно та результативно проявили себе в ході бойових дій в Атлантиці. 4 жовтня 1941 року U-159 розпочав службу у складі 4-ї навчальної флотилії, а з 1 травня 1942 року переведений до бойового складу 10-ї флотилії ПЧ Крігсмаріне.
З квітня 1942 по липень 1943 року U-159 здійснив 5 бойових походів в Атлантичний океан, в яких провів 308 днів. Човен потопив 23 торговельних судна (119 554 GRT) та пошкодив ще одне судно (265 GRT).
28 липня 1943 року U-159 був виявлений американським патрульним літаком PBM «Марінер» південніше Домініканської республіки і потоплений глибинними бомбами. Всі 53 члени екіпажу загинули.

## Командири
- Капітан-лейтенант Гельмут Вітте (4 жовтня 1941 — 6 червня 1943)
- Оберлейтенант-цур-зее резерву Гайнц Бекманн (7 червня — 28 липня 1943)

## Перелік уражених U-159 суден у бойових походах
| №                                                            | Дата              | Командир ПЧ          | Назва            | Тип                | Належність      | Водотоннажність (брт) | Вантаж | Конвой         | Результат та координати                                                | Наслідки атаки для екіпажу        | Прим.                                                                   |
| ------------------------------------------------------------ | ----------------- | -------------------- | ---------------- | ------------------ | --------------- | --------------------- | --- | -------------- | ---------------------------------------------------------------------- | --------------------------------- | ----------------------------------------------------------------------- |
| Другий похід (14.05—13.07.1942, 61 доба; Лор'ян—Лор'ян)      |                   |                      |                  |                    |                 |                       | |                |                                                                        |                                   |                                                                         |
| 1                                                            | 21 травня 1942    | Kptlt. Гельмут Вітте | New Brunswick    | суховантажне судно | Велика Британія | 6 529                 | 5895 тонн генеральних вантажів і державних запасів, включаючи 20 літаків Королівських ПС                                  | Конвой OS 28   | потоплено 36°53′ пн. ш. 22°55′ зх. д. / 36.883° пн. ш. 22.917° зх. д.  | 62 (3 загинули та 59 вціліли)     |                                                                         |
| 2                                                            | 21 травня 1942    | Kptlt. Гельмут Вітте | Montenol         | танкер-заправник   | Велика Британія | 2 646                 | баласт | Конвой OS 28   | потоплений 36°41′ пн. ш. 22°45′ зх. д. / 36.683° пн. ш. 22.750° зх. д. | 64 (3 загинули та 61 врятований)  | через невиправні пошкодження добитий шлюпом типу «Грімсбі» «Веллінгтон» |
| 3                                                            | 2 червня 1942     | Kptlt. Гельмут Вітте | Illinois         | суховантажне судно | США             | 5 447                 | 8000 тонн марганцевої руди                                                                                                |                | потоплено 24°00′ пн. ш. 60°00′ зх. д. / 24.000° пн. ш. 60.000° зх. д.  | 38 (32 загинули та 6 вціліли)     |                                                                         |
| 4                                                            | 5 червня 1942     | Kptlt. Гельмут Вітте | Paracury         | вітрильне судно    | Бразилія        | 265                   | |                | пошкоджено 17°30′ пн. ш. 68°34′ зх. д. / 17.500° пн. ш. 68.567° зх. д. | ? (? загиблих та ? вцілілих)      |                                                                         |
| 5                                                            | 5 червня 1942     | Kptlt. Гельмут Вітте | Sally            | вітрильне судно    | Гондурас        | 150                   | баласт |                | потоплено 16°45′ пн. ш. 70°15′ зх. д. / 16.750° пн. ш. 70.250° зх. д.  | 4 (усі загинули)                  |                                                                         |
| 6                                                            | 7 червня 1942     | Kptlt. Гельмут Вітте | Edith            | суховантажне судно | США             | 3 382                 | 1700 тонн генеральних вантажів і продуктів харчування                                                                     |                | потоплено 14°33′ пн. ш. 74°35′ зх. д. / 14.550° пн. ш. 74.583° зх. д.  | 31 (2 загинули та 29 врятовані)   |                                                                         |
| 7                                                            | 11 червня 1942    | Kptlt. Гельмут Вітте | Fort Good Hope   | суховантажне судно | Велика Британія | 7 130                 | 9250 тонн пшениці, лісу, свинцю і цинку                                                                                   |                | потоплено 10°19′ пн. ш. 80°16′ зх. д. / 10.317° пн. ш. 80.267° зх. д.  | 47 (2 загинули та 45 врятовані)   |                                                                         |
| 8                                                            | 13 червня 1942    | Kptlt. Гельмут Вітте | Sixaola          | пасажирське судно  | США             | 4 693                 | 900 тонн армійського спорядження, включаючи вантажівки, трейлери, форма одягу і продукти харчування                       |                | потоплено 09°41′ пн. ш. 81°10′ зх. д. / 9.683° пн. ш. 81.167° зх. д.   | 201 (29 загинули та 172 вцілілих) |                                                                         |
| 9                                                            | 13 червня 1942    | Kptlt. Гельмут Вітте | Solon Turman     | суховантажне судно | США             | 6 762                 | 5100 тонн військово-морських запасів, вибухівки та будівельного обладнання                                                |                | потоплено 10°45′ пн. ш. 80°24′ зх. д. / 10.750° пн. ш. 80.400° зх. д.  | 53 (1 загиблий та 52 вцілілих)    |                                                                         |
| 10                                                           | 18 червня 1942    | Kptlt. Гельмут Вітте | Flora            | суховантажне судно | Нідерланди      | 1 417                 | 1470 тонн генеральних вантажів                                                                                            |                | потоплено 11°55′ пн. ш. 72°36′ зх. д. / 11.917° пн. ш. 72.600° зх. д.  | 37 (1 загиблий та 36 вцілілих)    |                                                                         |
| 11                                                           | 19 червня 1942    | Kptlt. Гельмут Вітте | Ante Matkovic    | суховантажне судно | Югославія       | 2 710                 | 3100 тонн вугілля |                | потоплено 12°05′ пн. ш. 72°30′ зх. д. / 12.083° пн. ш. 72.500° зх. д.  | 29 (6 загинуло та 23 вціліло)     |                                                                         |
| 12                                                           | 22 червня 1942    | Kptlt. Гельмут Вітте | E.J. Sadler      | танкер             | США             | 9 639                 | 149 003 барелі гасу |                | потоплений 15°36′ пн. ш. 67°52′ зх. д. / 15.600° пн. ш. 67.867° зх. д. | 36 (усі вижили)                   |                                                                         |
| Третій похід (24.08.1942—05.01.1943, 135 діб; Лор'ян—Лор'ян) |                   | Kptlt. Гельмут Вітте |                  |                    |                 |                       | |                |                                                                        |                                   |                                                                         |
| 13                                                           | 7 жовтня 1942     | Kptlt. Гельмут Вітте | Boringia         | суховантажне судно | Велика Британія | 5 821                 | 3000 т поташу, 2967 т бавовни, 490 т каучуку і 18 т колоніальної продукції                                                |                | потоплено 35°09′ пд. ш. 16°32′ сх. д. / 35.150° пд. ш. 16.533° сх. д.  | 60 (25 загиблих та 35 вцілілих)   |                                                                         |
| 14                                                           | 8 жовтня 1942     | Kptlt. Гельмут Вітте | Clan Mactavish   | суховантажне судно | Велика Британія | 7 631                 | 4597 тонн міді, 1180 тонн екстракту, 280 тонн генеральних вантажів і 1877 мішків військовополонених                       |                | потоплено 34°53′ пд. ш. 16°45′ сх. д. / 34.883° пд. ш. 16.750° сх. д.  | 128 (61 загиблий та 67 вцілілих)  |                                                                         |
| 15                                                           | 9 жовтня 1942     | Kptlt. Гельмут Вітте | Coloradan        | суховантажне судно | США             | 6 557                 | 2500 тонн марганцевої руди, 29 тонн генеральних вантажів і тонна золотого концентрату                                     |                | потоплено 35°47′ пд. ш. 14°34′ сх. д. / 35.783° пд. ш. 14.567° сх. д.  | 54 (6 загиблих та 48 вцілілих)    |                                                                         |
| 16                                                           | 13 жовтня 1942    | Kptlt. Гельмут Вітте | Empire Nomad     | суховантажне судно | Велика Британія | 7 167                 | баласт |                | потоплено 35°50′ пд. ш. 18°16′ сх. д. / 35.833° пд. ш. 18.267° сх. д.  | 53 (7 загиблих та 46 вцілілих)    |                                                                         |
| 17                                                           | 29 жовтня 1942    | Kptlt. Гельмут Вітте | Ross             | суховантажне судно | Велика Британія | 4 978                 | 2000 тонн марганцевої руди                                                                                                |                | потоплено 38°51′ пд. ш. 21°40′ сх. д. / 38.850° пд. ш. 21.667° сх. д.  | 40 (1 загинув та 39 вціліло)      |                                                                         |
| 18                                                           | 29 жовтня 1942    | Kptlt. Гельмут Вітте | Laplace          | суховантажне судно | Велика Британія | 7 327                 | 6988 тонн вугілля |                | потоплено 40°35′ пд. ш. 21°35′ сх. д. / 40.583° пд. ш. 21.583° сх. д.  | 61 (усі вижили)                   |                                                                         |
| 19                                                           | 7 листопада 1942  | Kptlt. Гельмут Вітте | La Salle         | суховантажне судно | Велика Британія | 5 462                 | 6116 тонн вантажівок, сталі та боєприпасів                                                                                |                | потоплено 40°00′ пд. ш. 21°30′ сх. д. / 40.000° пд. ш. 21.500° сх. д.  | 60 (усі загинули)                 |                                                                         |
| 20                                                           | 13 листопада 1942 | Kptlt. Гельмут Вітте | Star of Scotland | вітрильне судно    | США             | 2 290                 | 800 тонн піщаного баласту                                                                                                 |                | потоплено 26°30′ пд. ш. 00°20′ зх. д. / 26.500° пд. ш. 0.333° зх. д.   | 17 (1 загиблий та 16 вцілілих)    |                                                                         |
| 21                                                           | 13 грудня 1942    | Kptlt. Гельмут Вітте | City of Bombay   | суховантажне судно | Велика Британія | 7 140                 | 6500 тонн військових запасів, у тому числі зброї, боєприпасів і 10 літаків                                                |                | потоплено 02°41′ пн. ш. 29°06′ зх. д. / 2.683° пн. ш. 29.100° зх. д.   | 150 (20 загиблих та 130 вцілілих) |                                                                         |
| 22                                                           | 15 грудня 1942    | Kptlt. Гельмут Вітте | Star of Suez     | суховантажне судно | Єгипет          | 4 999                 | 6000 тонн військового майна, у тому числі 1200 тонн вибухівки, 50 тонн паперу та запасні частини для літаків і вантажівок |                | потоплено 00°42′ пд. ш. 29°34′ зх. д. / 0.700° пд. ш. 29.567° зх. д.   | 42 (2 загиблих та 40 вцілілих)    |                                                                         |
| 23                                                           | 16 грудня 1942    | Kptlt. Гельмут Вітте | East Wales       | суховантажне судно | Велика Британія | 4 358                 | 7000 тонн державних запасів і вугілля                                                                                     | Конвой TRIN 27 | потоплено 00°24′ пн. ш. 31°27′ зх. д. / 0.400° пн. ш. 31.450° зх. д.   | 64 (17 загиблих та 47 вцілілих)   |                                                                         |
| Четвертий похід (04.03—25.04.1943, 53 доби; Лор'ян—Лор'ян)   |                   | Kptlt. Гельмут Вітте |                  |                    |                 |                       | |                |                                                                        |                                   |                                                                         |
| 24                                                           | 28 березня 1943   | Kptlt. Гельмут Вітте | Silverbeech      | суховантажне судно | Велика Британія | 5 319                 | 5053 тонни генеральних вантажів, у тому числі боєприпаси та вибухові речовини                                             | Конвой RS 3    | потоплено 25°30′ пн. ш. 15°55′ зх. д. / 25.500° пн. ш. 15.917° зх. д.  | 67 (59 загиблих та 8 вцілілих)    |                                                                         |